# VSウエストランド
VSウエストランド（ブイエスウエストランド）は、朝日放送テレビ（ABCテレビ）で2023年1月22日（21日深夜）から3月26日（25日深夜）まで放送されていたバラエティ番組。ウエストランドの冠番組。
この番組は、M-1グランプリ2022で王者となったお笑いコンビのウエストランドに対して、各界の刺客たちが、積年の恨みを晴らすべく、さまざまな対決を挑むものである。

## 放送時間
- 毎週日曜日 0:05 - 0:35（土曜深夜）

## 放送リスト
| 2023年 | 2023年  | 2023年                                                                              | 2023年                                       |
| 回     | 放送日  | 対戦ゲスト                                                                          | その他の出演者                               |
| ------ | ------- | ----------------------------------------------------------------------------------- | -------------------------------------------- |
| 1      | 1月22日 | ラフ×ラフ                                                                           | 佐久間宣行 大島麻衣                          |
| 2      | 1月29日 | オズワルド                                                                          | 長谷川穂積                                   |
| 3      | 2月5日  | ヨネダ2000                                                                          | クールポコ                                   |
| 4      | 2月12日 | さや香                                                                              |                                              |
| 5      | 2月19日 | カベポスター                                                                        | 西田幸治（笑い飯）                           |
| 6      | 2月26日 | 真空ジェシカ                                                                        | しみけん 橋本梨菜                            |
| 7      | 3月5日  | スリムクラブ ギャロップ                                                             | 男性ブランコ 笑い飯 磯部公彦（まるむし商店） |
| 8      | 3月12日 | ロングコートダディ                                                                  |                                              |
| 9      | 3月19日 | みなみかわ ダイヤモンド キュウ                                                      | 久保田かずのぶ（とろサーモン） 沢木美佳子    |
| 10     | 3月26日 | 河本準一（次長課長） 水川かたまり（空気階段） 中野（蛙亭） たける（東京ホテイソン） | 浅越ゴエ 金山隼樹 松野理絵                   |

## ネット局
| 放送対象地域   | 放送局                   | 系列           | 放送時間                     | ネット状況 | 備考                       |
| -------------- | ------------------------ | -------------- | ---------------------------- | ---------- | -------------------------- |
| 近畿広域圏     | 朝日放送テレビ（ABC TV） | テレビ朝日系列 | 日曜 0:05 - 0:35（土曜深夜） | 【制作局】 | 【制作局】                 |
| 宮城県         | 東日本放送（khb）        | テレビ朝日系列 | 月曜 1:35 - 2:05（日曜深夜） | 遅れネット | [ 注 1 ]                   |
| 香川県・岡山県 | 瀬戸内海放送（KSB）      | テレビ朝日系列 | 日曜 10:00 - 11:00           | 遅れネット | [ 注 2 ] [ 注 3 ] [ 注 4 ] |
| 新潟県         | 新潟テレビ21（UX）       | テレビ朝日系列 | 土曜 1:25 - 1:55（金曜深夜） | 遅れネット | [ 注 5 ] [ 注 6 ]          |
| 愛媛県         | 愛媛朝日テレビ（eat）    | テレビ朝日系列 | 水曜 1:20 - 1:20（火曜深夜） | 遅れネット | [ 注 7 ]                   |

## スタッフ
- ナレーション：兎（ロングコートダディ）　※第5回・第8回のみ新山（さや香）
- 構成：岸本尚久
- CAM：加島祥太朗
- CA：村山竣平
- MIX：谷口貴三男
- 協力：チョコフィルム、よしもとブロードエンタテインメント、Studio Nest、京阪商会、クラフト
- 番組宣伝：衣川淳子（朝日放送テレビ）
- デスク：服部八壽子（朝日放送テレビ）、中西由紀
- 編成：鈴鹿相哉・森川亜紀（朝日放送テレビ）
- 美術：大屋信徹
- EED：渡辺裕也、中野亜海
- 音効：黒澤秀一
- MA：仲本拓矢、宮崎海斗
- ディレクター：児玉裕佳・山崎佑斗（朝日放送テレビ）
- 演出：大迫浩幹（朝日放送テレビ）
- プロデューサー：髙木伸也（朝日放送テレビ）、田井中皓介・真鍋理恵（吉本興業）
- 制作協力：吉本興業
- 制作著作：ABC TV

## 関連イベント
放送終了後の2023年4月28日、大阪・ABCホールにて、第7回放送をベースにした番組イベント『VSウエストランドリターンズ M-1亡霊VS現役M-1戦士』が開催された。出演は、ウエストランド、磯部公彦（まるむし商店）、浅越ゴエ、西田幸治（笑い飯）、ギャロップ、スーパーマラドーナ、モンスターエンジン、兎（ロングコートダディ）、新山（さや香）、カベポスター。